# 19294 Weymouth
19294 Weymouth este un asteroid din centura principală de asteroizi.

## Descriere
19294 Weymouth este un asteroid din centura principală de asteroizi. A fost descoperit pe 6 august 1996 la Lime Creek de Robert Linderholm. Asteroidul prezintă o orbită caracterizată de o semiaxă mare de 2,40 ua, o excentricitate de 0,10 și o înclinație de 5,9° în raport cu ecliptica.